# 坂戶市
坂戶市（日语：／ Sakado shi */?）是日本埼玉縣中部的城市，人口約10万人。1976年（昭和51年）9月1日設立，由坂戶町施行市制后移行。市內有台灣人所建造日本最大的台灣道教廟宇聖天宮。

## 交通

### 鐵路
東武鐵道
- 東上本線：若葉站 - 坂戶站 - 北坂戶站
- 越生線：坂戶站 - （鶴島市） - 西大家站

## 友好城市
- 美国多森 （1988年）